# 계룡버스
계룡버스(鷄龍―)는 대전광역시의 시내버스 운송 업체이고 본사는 대전광역시 대덕구 덕암로81번길 82 (상서동)에 있다.

## 특징
1952년 대전광역시 동구 원동에서 설립되어 대전시내버스 사업은 가장 먼저 시작하였다. 한일버스, 협진운수, 산호교통 등이 이 회사에서 분리되어 나온 것이다.

## 운행 노선
- ● 61번: 대전대학교 ~ 천개동/냉천골
- ● 102번: 수통골 ~ 대전역동광장
- ● 105번: 충대농대 ~ 비래삼호아파트(협진운수와 공동운행)
- ● 113번: 서남부터미널 ~ 학하동
- ● 116번: 안산동 ~ 월평주공아파트
- ● 121번: 탑립동 ~ 대덕대
- ● 601번: 비래동 ~ 구암역
- ● 613번: 비래동 ~ 갈마아파트
- ● 918번: 탑립동 ~ 대전광역시청

## 보유 차량
자일대우버스와 현대자동차를 골고루 운용하나 대형차량은 전 차량이 현대자동차이다.

#### 자일대우버스
- 자일대우 NEW BS090

#### 현대자동차
- 현대 그린시티
- 현대 뉴 슈퍼 에어로시티
- 현대 저상 뉴 슈퍼 에어로시티
- 현대 일렉시티
- 현대 일렉시티 타운

## 갤러리

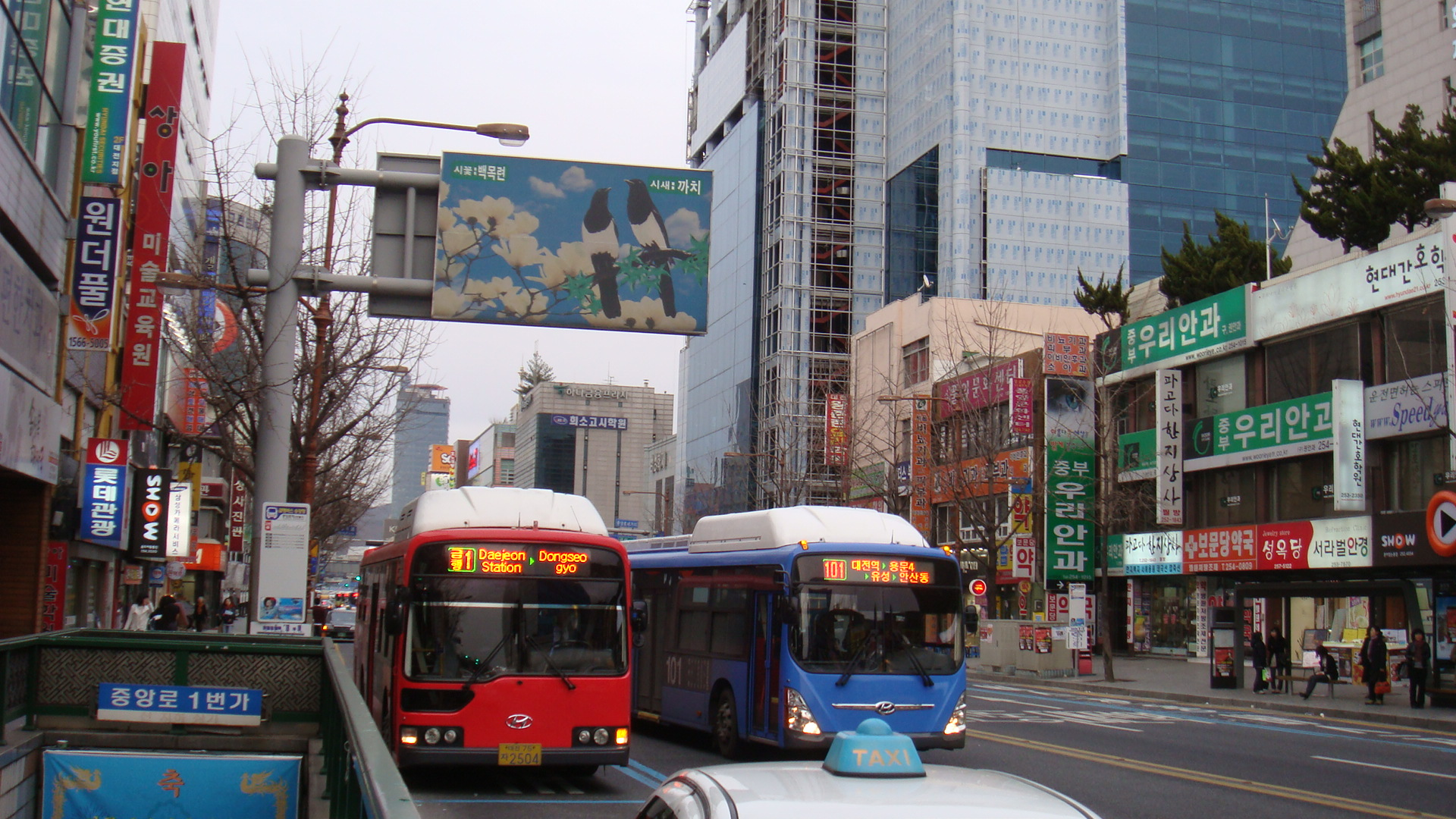
대전시내버스 101번
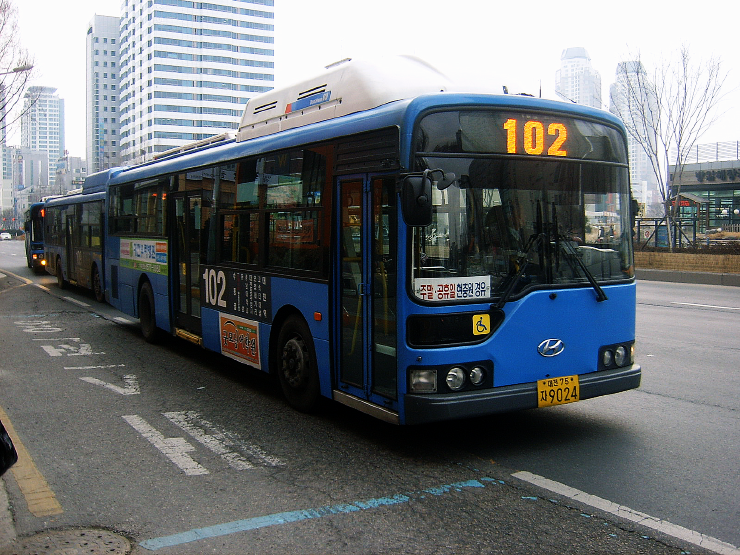
대전시내버스 102번 (대차 전)
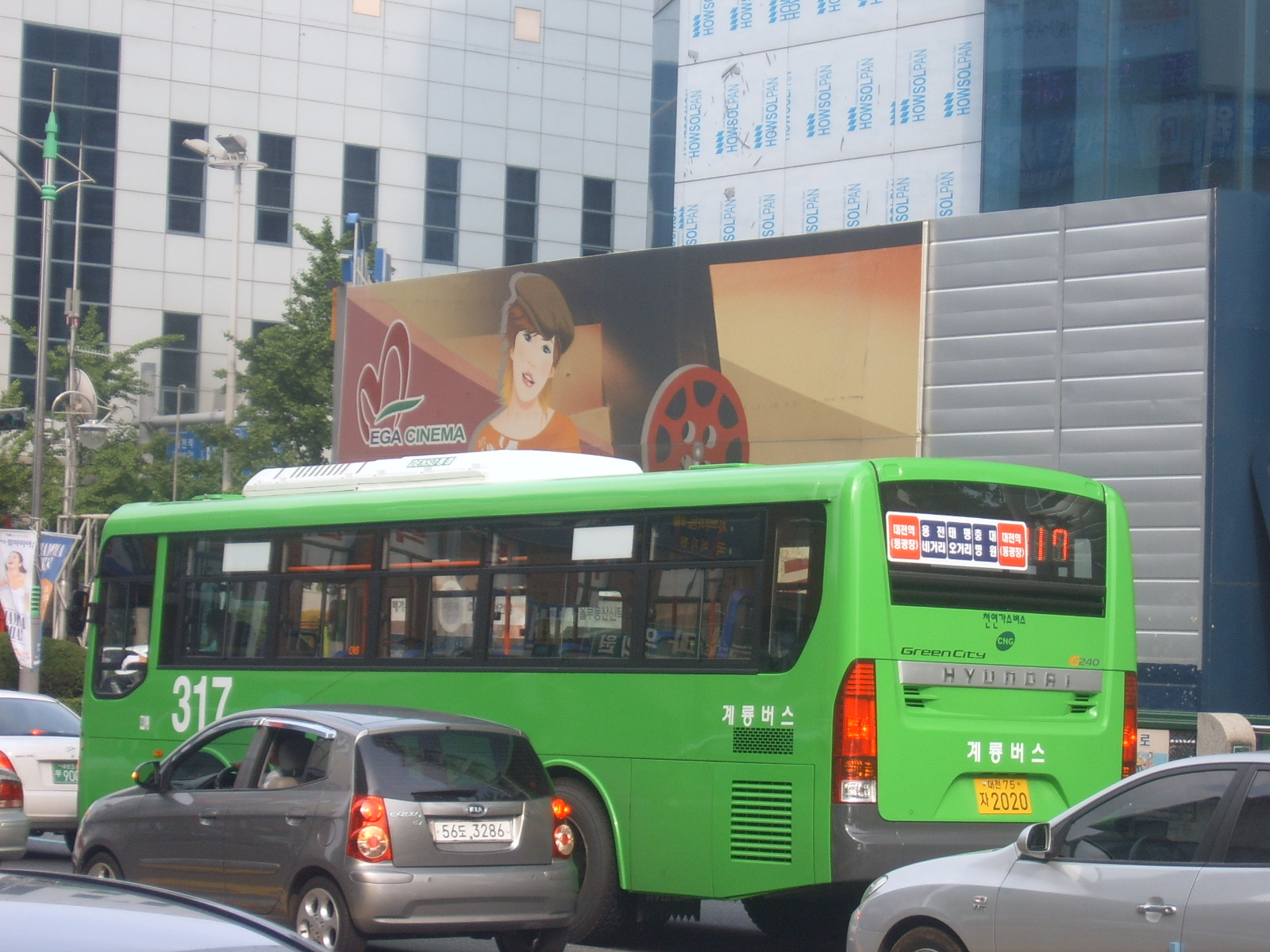
대전시내버스 317번
대전시내버스 318번 (대차 전)